# Forces armées centrafricaines
Le Forze armate centrafricane (Forces armées centrafricaines (FACA)) sono le forze armate della Repubblica Centrafricana, fondate dopo l'indipendenza nel 1960. Oggi sono un istituto piuttosto debole, dipendente dal sostegno internazionale per respingere i nemici nell'attuale guerra civile. La loro slealtà verso il presidente è venuta alla ribalta durante gli ammutinamenti del 1996-1997, ma da allora ha affrontato problemi interni. È fortemente criticata dalle organizzazioni per i diritti umani a causa del suo terrorismo, tra cui uccisioni, tortura e violenza sessuale.
Essa ha dimostrato di essere incompetente nel 2013 quando i militanti della coalizione ribelle Séléka presero il potere e rovesciarono il presidente Bozizé, commettendo esecuzioni di molte truppe delle FACA.

## Storia

### Il ruolo delle Forze armate nella politica domestica
I militari hanno svolto un ruolo importante nella storia della Repubblica Centrafricana. L'ex presidente immediato, il generale François Bozizé, è un ex capo di stato maggiore dell'esercito e il suo governo comprende diversi ufficiali militari di alto livello. Tra i cinque presidenti del paese dopo l'indipendenza nel 1960, tre erano ex capi di stato maggiore dell'esercito, che presero il potere attraverso colpi di Stato. Nessun presidente con un passato militare venne tuttavia sostituito da un nuovo presidente militare.
Il primo presidente del paese, David Dacko fu rovesciato dal suo capo di stato maggiore dell'esercito, Jean-Bédel Bokassa nel 1966. A seguito di Bokassa, David Dacko venne restaurato nel 1981, solo per essere rovesciato ancora una volta dal suo nuovo capo di stato maggiore dell'esercito, il generale André Kolingba, dopo solo pochi mesi al potere.
Nel 1993, Ange-Félix Patassé divenne il primo presidente eletto del paese. Divenne ben presto impopolare all'interno dell'esercito, con conseguenti ammutinamenti violenti nel 1996-1997. Nel maggio 2001, ci fu un tentativo fallito di colpo di stato da parte di Kolingba e ancora una volta Patassé dovette rivolgersi ad amici all'estero per il sostegno, quee Repubblica Democratica del Congo furono utili. Qualche mese più tardi, alla fine del mese di ottobre, Patassé licenziò il suo capo di stato maggiore dell'esercito, François Bozizé, e cercò di arrestarlo. Bozizé poi fuggì in Ciad e raccolse un gruppo di ribelli. Nel 2002, prese Bangui per un breve periodo. Nel marzo 2003 Bozizé prese il potere attraverso un colpo di stato.

### L'importanza dell'etnicità
Quando il generale Kolingba divenne presidente nel 1981, implementò una politica amministrativa di reclutamento basata sull'etnicità. Kolingba era un membro del popolo Yakoma a sud del paese, che costituiva circa il 5% della popolazione totale. Durante il suo governo, i membri dei Yakoma ottennero tutte le posizioni chiave nell'amministrazione e componevano la maggior parte dei militari. Questo in seguito ebbe conseguenze disastrose, quando Kolingba venne sostituito da un membro di una tribù nordista, Ange-Félix Patassé.

### Ammutinamento dell'esercito (1996–1997)
Subito dopo le elezioni del 1993, Patassé divenne impopolare all'interno dell'esercito, anche a causa della sua incapacità di pagare i loro stipendi (in parte a causa della cattiva gestione economica e in parte perché la Francia improvvisamente concluse il suo sostegno economico per i salari dei soldati). Un altro motivo per l'irritazione era che la maggior parte delle FACA consisteva di soldati appartenenti al gruppo etnico di Kolingba, i Yakoma. Durante il governo di Patassé stavano diventando sempre più emarginati, mentre Patassé creava milizie favorendo la sua tribù Gbaya, così come le vicine Sara e Kaba. Ciò provocò ammutinamenti dell'esercito nel 1996-1997, dove le frazioni dei militari si scontrarono con la guardia presidenziale, la  Unité de sécurité présidentielle (USP)  e le milizie fedeli a Patassé.
- Il 18 aprile del 1996, ci fu un primo ammutinamento di 200-300 soldati che dichiararono di non aver ricevuto il loro salario dal 1992-1993. Gli scontri tra i soldati e la guardia presidenziale provocarono 9 morti e 40 feriti. Le forze francesi li sostenevano (Operazione Almandin I) e agirono come negoziatori. L'agitazione si concluse quando i soldati ricevettero i loro salari da parte della Francia e il presidente accettò di non avviare un procedimento legale contro i soldati.
- Il 18 maggio del 1996, venne condotto un secondo ammutinamento da 500 soldati che si rifiutavano di essere disarmati e denunciarono l'accordo raggiunto nel mese di aprile. Le forze francesi furono ancora una volta chiamate a Bangui (Operazione ALMADIN II), sostenute dai militari del Ciad e del Gabon. 3.500 stranieri furono evacuati durante i disordini, che uccisero 43 persone e ne ferirono 238.
- Il 26 maggio, venne firmato un accordo di pace tra la Francia e gli ammutinati. A questi ultimi venne promessa l'amnistia, autorizzati a trattenere le loro armi. La loro sicurezza venne garantita dai militari francesi.
- Il 15 novembre del 1996, ci fu un terzo ammutinamento e 1.500 soldati francesi volarono per garantire la sicurezza degli stranieri. Gli ammutinati chiesero le dimissioni del presidente.

Il 6 dicembre, iniziò un processo negoziale, facilitato da Gabon, Burkina Faso, Ciad e Mali. I militari - sostenuti dai partiti di opposizione - continuano a sostenere che Patassé doveva dimettersi. Nel gennaio 1997, però, vennero firmati gli Accordi di Bangui e la truppa francese EFAO venne sostituita dai 1.350 soldati della  Mission interafricaine de surveillance des Accords de Bangui (MISAB) . Nel mese di marzo, a tutti i ribelli venne concessa l'amnistia. I combattimenti tra la MISAB e gli ammutinati proseguirono con una grande offensiva nel mese di giugno, con conseguenti fino a 200 vittime. Dopo questo scontro finale, gli ammutinati rimasero tranquilli.
Dopo gli ammutinamenti, il presidente Patassé soffriva di una tipica "paranoia del dittatore", con un conseguente periodo di terrore crudele eseguito dalla guardia presidenziale e varie milizie all'interno delle FACA fedeli al presidente, come ad esempio i Karako. Venne diretta contro la tribù Yakoma, di cui si stima che 20.000 persone siano fuggite durante questo periodo. Ma l'oppressione prese di mira anche altre parti della società. Il presidente accusò la sua ex alleata Francia di sostenere i suoi nemici e cercò nuovi legami internazionali. Quando rafforzò la sua guardia presidenziale (creando il FORSIDIR, vedi sotto), la Libia inviò 300 soldati supplementari per la propria sicurezza personale. Quando l'ex presidente Kolingba tentò un colpo di stato nel 2001 (che era, secondo Patassé, sostenuto dalla Francia), il Movimento di Liberazione del Congo (MLC) di Jean-Pierre Bemba nella RD del Congo venne in suo soccorso.
I crimini condotti dalle milizie di Patassé e dai soldati congolesi in questo periodo sono ora oggetto d'indagine da parte della Corte penale internazionale, che ha scritto che "la violenza sessuale sembra essere stata un elemento centrale del conflitto", dopo aver individuato più di 600 vittime di stupro.

## Situazione attuale
Le FACA erano dominate dai soldati di etnia Yakoma fin dai tempi di Kolingba. È quindi considerata sleale da parte dei due presidenti nordisti Patassé e Bozizé, entrambi i quali hanno equipaggiato e gestito le loro milizie fuori dalle FACA. Anche i militari dimostrarono la loro slealtà durante gli ammutinamenti nel 1996-1997. Sebbene Francois Bozizé abbia un passato nelle FACA stesse (essendone capo di stato maggiore dal 1997 al 2001), fu prudente mantenendo il portafoglio della difesa, così come con la nomina di suo figlio Jean-Francis Bozizé, direttore del governo, incaricato di corsa al Ministero della Difesa. Mantenne il suo vecchio amico generale Antoine Gambi come Capo di Stato Maggiore. A causa della mancanza di arginazione approfondita dei disordini nella parte settentrionale del paese, Gambi venne sostituito nel luglio 2006 con il vecchio amico di Bozizé dall'accademia militare, Jules Bernard Ouande.

### Le relazioni dei militari con la società
Le forze che assistettero Bozizé nel prendere il potere nel 2003 non vennero pagate di quello che era stato promesso e iniziarono saccheggi, terrorizzando e uccidendo cittadini. Le esecuzioni sommarie hanno avuto luogo con l'approvazione implicita del governo. La situazione è peggiorata dall'inizio del 2006 e l'esercito regolare e la guardia presidenziale eseguono regolarmente estorsioni, torture, omicidi e altre violazioni dei diritti umani. Non c'è alcuna possibilità per il sistema giudiziario nazionale d'indagare su questi casi. Alla fine del 2006, ci sono stati circa 150.000 sfollati interni. Durante una missione delle Nazioni Unite nella parte settentrionale del paese nel novembre 2006, la missione ha avuto un incontro con un prefetto che disse che non poteva mantenere la legge e l'ordine con le guardie presidenziali e i militari. Le FACA conducono esecuzioni sommarie e bruciano le case. Solo sulla rotta tra Kaga-Bandoro e Ouandago, circa 2.000 case sono state bruciate, lasciando circa 10.000 persone senza casa.

### Riforma dell'esercito
Sia la  Forza multinazionale nella Repubblica Centrafricana  (FOMUC) che la Francia stanno assistendo l'attuale riforma dell'esercito. Una delle priorità chiave della riforma delle forze armate è renderla più etnicamente diversificata. Essa dovrebbe anche integrare il gruppo ribelle di Bozizé (costituito prevalentemente da membri della sua stessa tribù Gbaya). Molti dei soldati Yakoma che hanno lasciato il paese dopo gli ammutinamenti nel 1996-1997 ora sono tornati e devono essere reintegrati nell'esercito. Allo stesso tempo, il BONUCA tiene seminari a temi come il rapporto tra le parti militari e civili della società.

## Equipaggiamento

### Carri armati
- Carri armati da combattimento
  - 4 T-55 (stato operazionale incerto)[9]

### Autoblindo
- 8 Ferret (stato operazionale incerto)[9]
- 1 BRDM-2 (stato operazionale incerto)[9]

### APC
- 10 VAB-VTT (stato operazionale incerto)[9]
- 4 BTR-152 (stato operazionale incerto)[9]
- 25 ACMAT

### IFV
- 3 OT-90

### Artiglieria
- 12 M40 (stato operazionale incerto)[9]
- 12 120-PM-43 (stato operazionale incerto)[9]

### Missili anticarro
- 10 lanciatori ATGM MILAN
- 10 lanciatori ATGM BGM-71C TOW
- 10 ATRL RPG-7[10]

### Armi antiaeree
- ZPU-1\2\4

### Armi personali
- IMI Uzi
- FN FAL 50-00
- H&K G3
- AKM\AK-47\Type-56[10]
- M16A1 *[10]
- Galil[10]
- MAT-49 SMG[10]
- FN MAG
- RPD[10]
- PKM[10]
- Browning M2HB
- 6G30 GL[10]

## Presenza militare straniera a sostegno del Governo

### Forze di mantenimento e rispetto della pace
A partire dagli ammutinamenti, una serie di missioni internazionali di peacekeeping e di peace enforcement sono presenti in Repubblica Centrafricana. C'è stata una discussione sul dispiegamento di una forza di pace regionale delle Nazioni Unite (ONU) sia in Ciad che nella Repubblica Centrafricana. Ma è considerato per puntellare l'inefficace accordo di pace del Darfur. Le missioni schierate nel paese nel corso degli ultimi 10 anni sono le seguenti:
| Nome Missione | Organizzazione                                              | Date                            | Forza più grande | Compiti |
| --- | ----------------------------------------------------------- | ------------------------------- | --- | --- |
| Missione interafricana di sorveglianza degli Accordi di Bangui (Mission interafricaine de surveillance des Accords de Bangui, MISAB) | Burkina Faso, Ciad, Gabon, Mali, Senegal e Togo             | febbraio 1997 ad aprile 1998    | 820 | Monitorare l'adempimento degli accordi di Bangui |
| Missione ONU nella Repubblica Centrafricana (Mission des Nations Unies en République centrafricaine, MINURCA)                        | ONU                                                         | aprile 1998 a febbraio 2000     | 1,350 | Mantenere la pace e la sicurezza; supervisionare il disarmo; assistenza tecnica durante le elezioni del 1998 |
| Ufficio delle Nazioni Unite per la costruzione della pace (Bureau politique d'observation des Nations Unies en Centrafrique, BONUCA) | ONU                                                         | febbraio 2000 al 1 gennaio 2010 | Sei consiglieri di polizia civile e cinque di polizia militare per seguire le riforme in materia di sicurezza e di assistenza alla realizzazione dei programmi di formazione della polizia nazionale. | Consolidare la pace e la riconciliazione nazionale; rafforzare le istituzioni democratiche; facilitare la mobilitazione internazionale per la ricostruzione nazionale e la ripresa economica. Succeduto dall'Ufficio delle Nazioni Unite per la costruzione della pace integrata (BONUCA). |
| Comunità degli Stati del Sahel e del Sahara (CEN-SAD)                                                                                | CEN-SAD                                                     | dicembre 2001 a gennaio 2003    | 300 | Rinforzare e restaurare la pace |
| Forza Multinazionale nella Repubblica Centrafricana (Force multinationale en Centrafrique, FOMUC)                                    | Comunità economica degli Stati dell'Africa centrale (CEMAC) | gennaio 2003 a luglio 2008      | 380 | Garantire la sicurezza; ristrutturare le FACA; e combattere i ribelli nel nord-est. Sostituita dalla MICOPAX. |

### Ciad
Oltre alle forze multilaterali, ci sono stati sostegni bilaterali da altri paesi africani, come il sostegno libico e congolese a Patassé, di cui sopra. Bozizé è per molti versi dipendente dal sostegno del Ciad. Il Ciad ha interesse alla RCA, dal momento che deve garantire la tranquillità vicino ai suoi giacimenti di petrolio e al gasdotto che porta alla costa camerunese, vicino al travagliato nord-ovest della RCA. Prima di prendere il potere, Bozizé costruì la sua forza ribelle in Ciad, addestrata ed aumentata dal Ciad. Il presidente Déby lo assistette attivamente prendendo il potere nel marzo 2003 (le sue forze ribelli comprendevano 100 soldati ciadiani). Dopo il colpo di stato, vennero inviati altri 400 soldati. L'attuale sostegno diretto include i 150 soldati delle FOMUC non ciadiani che pattugliano la zona di confine nei pressi di Gore, i soldati ciadiani che pattugliano Bangui, ma la maggior parte di tutti i soldati ciadiani si trovano all'interno della sicurezza presidenziale. La Forza CEMAC include 121 soldati ciadiani.

### Francia
C'è stata una presenza militare francese quasi ininterrotta dall'indipendenza nella Repubblica Centrafricana, regolata attraverso accordi tra i due governi. Le truppe francesi erano autorizzate ad avere basi nel paese e ad intervenire nei casi di destabilizzazione. Questo fu particolarmente importante durante la guerra fredda, quando l'Africa francofona veniva considerata come sfera naturale d'influenza francese.
Inoltre, la posizione strategica del paese lo rese un luogo più interessante per le basi militari rispetto ai suoi vicini e Bouar e Bangui erano quindi due delle più importanti basi francesi all'estero.
Tuttavia, nel 1997, in seguito all'espressione di Lionel Jospin "Né interferenza né indifferenza", la Francia adottò nuovi principi strategici per la sua presenza in Africa. Questo comprendeva una presenza permanente ridotta nel continente e un maggiore sostegno agli interventi multilaterali. Nella Repubblica Centrafricana, la base di Bouar e il campo di Béal (in quel momento casa di 1.400 soldati francesi) a Bangui vennero chiuse, dato che i francesi concentrarono la loro presenza africana ad Abidjan, Dakar, Gibuti, Libreville e N'Djamena e il dispiegamento di una Force d'action rapide, con sede in Francia.
Tuttavia, a causa della situazione nel paese, la Francia mantenne una presenza militare. Durante gli ammutinamenti, 2.400 soldati francesi pattugliavano le strade di Bangui. Il loro compito ufficiale era di evacuare i cittadini stranieri, ma questo non impedì scontri diretti con gli ammutinati (con conseguenti vittime francesi e ammutinati). Il livello di coinvolgimento francese provocò proteste tra la popolazione dell'Africa centrale, dal momento che molti parteggiavano con gli ammutinati e accusavano la Francia di difendere un dittatore contro la volontà del popolo. Le voci vennero ascoltate anche in Francia, dove alcuni incolparono la Francia per la sua protezione di un governante screditato, totalmente incapace di esercitare il potere e gestire il paese. Dopo gli ammutinamenti nel 1997, il MISAB divenne una forza multilaterale, ma era armata, equipaggiata, addestrata e gestita dalla Francia. I soldati ciadiani, gabonensi e congolesi dell'attuale missione  Force multinationale en Centrafrique (FOMUC)  nel paese gode anche il supporto logistico dei soldati francesi.
Uno studio condotto dalla US Congressional Research Service rivela tuttavia che la Francia ha di nuovo aumentato le sue vendite di armi verso l'Africa e, durante il periodo 1998-2005, la Francia è stata il principale fornitore di armi al continente.

### Sudafrica
Attraverso un accordo del 2007 il Sudafrica inviò una missione di cooperazione militare e addestramento per formare reparti delle FACA. Questa missione venne rinforzata nel 2013 da un contingente scelto ma poco consistente e male equipaggiato che si trovò per scelta politica dell'allora presidente Jacob Zuma a fronteggiare i ribelli Séléka nella battaglia di Bangui con perdite non trascurabili e un grave colpo all'immagine della SANDF.

## Componenti ed unità

### Aeronautica
L'aeronautica è quasi inutilizzabile. La mancanza di fondi ha quasi atterrato l'aviazione a parte un AS 350 Ecureuil consegnato nel 1987. Gli aerei Mirage F1 dell'aeronautica francese pattugliavano regolarmente le tormentate regioni del paese e partecipavano anche a confronti diretti, fino a che non vennero ritirati e dismessi nel 2014. Secondo alcune fonti, Bozizé ha utilizzato il denaro ottenuto dalla concessione mineraria a Bakouma per comprare due vecchi elicotteri MI 8 dall'Ucraina e un Lockheed C-130 Hercules, costruito nel 1950, dagli Stati Uniti d'America. L'aviazione opera diversamente 7 aerei leggeri, tra cui un singolo elicottero:
| Aereo                      | Tipo                    | Versioni           | In servizio | Note           |
| -------------------------- | ----------------------- | ------------------ | ----------- | -------------- |
| Aermacchi AL-60            | Utility                 | AL-60C-5 Conestoga | 6-10        |                |
| Eurocopter AS 350 Ecureuil | Elicottero Utility      | AS 350B            | 1           |                |
| Mil Mi-8 Hip               | Elicottero di trasporto | Mi-8               | 2           | Non confermato |
| Lockheed C-130 Hercules    | Transport               | C-130              | 1           | Non confermato |

### Garde républicaine (GR)
La GR è costituita dai cosiddetti patrioti che hanno combattuto per Bozizé quando prese il potere nel 2003 (principalmente dalla tribù Gbaya), insieme con i soldati del Ciad. Sono colpevoli di numerosi assalti sulla popolazione civile, come terrore, aggressione, violenza sessuale. Solo un paio di mesi dopo la conquista del potere di Bozizé, nel maggio 2003, gli autisti di taxi e camion condussero un attacco contro queste violenze.

### Nuova forza anfibia
Bozizé ha creato una forza anfibia. È denominata Secondo Battaglione delle Forze Terrestri e perlustra l'Ubangi. Lo stato maggiore della sesta regione a Bouali (costituito principalmente da membri della sorveglianza dell'ex presidente) è stato trasferito nella città di Mongoumba, situata sul fiume. Questa città era stata precedentemente saccheggiata dalle forze del MLC, che aveva attraversato il confine. La forza di pattuglia fluviale ha circa un centinaio di persone e gestisce sette motovedette.

### Soldati veterani
Un programma per il disarmo e la reintegrazione dei veterani è attualmente in corso. Una commissione nazionale per il disarmo, smobilitazione e reintegrazione è stata messa in atto nel settembre 2004. La commissione ha il compito di attuare un programma di cui circa 7.500 soldati veterani saranno reintegrati nella vita civile e otterranno l'istruzione.

### Gruppi in via di dismissione ed unità che non fanno più parte della FACA
- ribelli Séléka: il documentario francese Spécial investigation: Centrafrique, au cœur du chaos dipinge i ribelli Séléka come mercenari sotto il comando del presidente. Nel documentario i combattenti Séléka sembrano utilizzare grandi quantità di fucili M16 nella loro lotta contro gli Anti-Balaka.[10]
- FORSIDIR: La sicurezza presidenziale, Unité de sécurité présidentielle (USP), venne nel marzo 1998 trasformata nella  Force spéciale de défense des institutions républicaines (FORSDIR) . In contrasto con l'esercito - che consisteva principalmente dei meridionali membri Yakoma e che quindi era inaffidabile per il presidente nordico - questa unità era costituito da nordisti fedeli al presidente. Prima di riuscire a essere sciolta nel gennaio 2000, questo gruppo molto controverso divenne temuto per il suo terrore e la relazione travagliata di Patassé con importanti partner internazionali, come la Francia. Del suo personale di 1.400 soldati, 800 vennero successivamente reintegrati nel FACA, sotto il comando del capo di stato maggiore. I restanti 400 ricrearono l'USP (ancora una volta sotto il comando del capo di stato maggiore).[3]
- Unité de sécurité présidentielle (USP):  L'USP era la guardia presidenziale di Patassé prima e dopo il FORSIDIR. Quando venne rovesciato da Bozizé nel 2003, l'USP venne sciolta e mentre alcuni dei soldati vennero assorbiti dalle FACA, altri credettero di avere aderito al gruppo ribelle pro-Patassé Fronte Democratico del Popolo Centrafricano, che sta combattendo le FACA nel nord del paese.[3]
- I Patrioti o Liberatori:  Accompagnavanp Bozizé quando prese il potere nel marzo 2003. Essi sono ora una parte della sicurezza di Bozizé, la Garde Républicaine, insieme ai soldati del Ciad.[3]
- Office central de répression du banditisme (OCRB): L'OCRB era un'unità speciale all'interno della polizia creata per combattere il saccheggio dopo gli ammutinamenti dell'esercito nel 1996 e nel 1997. L'OCRB era colpevole di numerose esecuzioni sommarie e detenzioni arbitrarie, per le quali non venne mai messo sotto processo.[3]
- Milizia MLPC:  Le Mouvement de libération du peuple centrafricain (MLPC) era il partito politico dell'ex presidente Patassé. La sua milizia era attiva già durante le elezioni del 1993, ma si è rafforzata nel corso degli ammutinamenti 1996 e 1997, in particolare attraverso la sua milizia Karako. Il suo nucleo era costituito da persone provenienti dal popolo Sara del Ciad e dalla Repubblica Centrafricana, ma durante gli ammutinamenti che reclutò molti giovani a Bangui.[3]
- Milizia DRC: Rassemblement démocratique centrafricain (RDC) è il partito del generale Kolingba che fu presidente durante il 1980. Si dice che la sua milizia abbia campi a Mobaye e legami con gli ex funzionari del "cugino" di Kolingba Mobutu Sese Seko in Congo.[3] html?

## Gradi militari

### Forze terrestri
|         | Ufficiali generali | Ufficiali generali         | Ufficiali generali    | Ufficiali generali  | Ufficiali superiori | Ufficiali superiori | Ufficiali superiori | Ufficiali inferiori | Ufficiali inferiori | Ufficiali inferiori |
| ------- | ------------------ | -------------------------- | --------------------- | ------------------- | ------------------- | ------------------- | ------------------- | ------------------- | ------------------- | ------------------- |
| Titolo  | Generale d'armata  | Generale di corpo d'armata | Generale di divisione | Generale di brigata | Colonnello          | Tenente colonnello  | Maggiore            | Capitano            | Tenente             | Sottotenente        |
| Insegna |                    |                            |                       |                     |                     |                     |                     |                     |                     |                     |

|         | Sottufficiali | Sottufficiali | Sottufficiali     | Truppa        | Truppa   | Truppa        | Truppa          | Truppa   | Truppa         | Truppa           |
| ------- | ------------- | ------------- | ----------------- | ------------- | -------- | ------------- | --------------- | -------- | -------------- | ---------------- |
| Titolo  | Aiutante capo | Aiutante      | Sergente maggiore | Sergente capo | Sergente | Vice sergente | Caporalmaggiore | Caporale | Soldato scelto | Soldato semplice |
| Insegna |               |               |                   |               |          |               |                 |          |                | Nessun simbolo   |

### Forze aeree
| Titolo  | Generale di divisione | Generale di brigata | Colonnello | Tenente colonnello | Maggiore | Capitano | Tenente | Sottotenente |
| Insegna |                       |                     |            |                    |          |          |         |              |

|         | Sottufficiali | Sottufficiali | Sottufficiali     | Truppa        | Truppa   | Truppa        | Truppa          | Truppa   | Truppa        | Truppa          |
| ------- | ------------- | ------------- | ----------------- | ------------- | -------- | ------------- | --------------- | -------- | ------------- | --------------- |
| Titolo  | Aiutante capo | Aiutante      | Sergente maggiore | Sergente capo | Sergente | Vice sergente | Caporalmaggiore | Caporale | Aviere scelto | Aviere semplice |
| Insegna |               |               |                   |               |          |               |                 |          |               | Nessun simbolo  |